# Srdjan Šajn
Srdjan Šajn (28 de marzo de 1963), en serbio Срђан Шајн,  es un político serbio. Es el presidente del Partido de los romaníes.
Para las elecciones parlamentarias serbias de 2007, los Roma habían formado su propia lista. Srdjan Šajn fue elegido miembro del Parlamento de Serbia.